# Cyclocosmia siamensis
Cyclocosmia siamensis is een spinnensoort in de taxonomische indeling van de valdeurspinnen (Ctenizidae).
Het dier behoort tot het geslacht Cyclocosmia. De wetenschappelijke naam van de soort werd voor het eerst geldig gepubliceerd in 2005 door Schwendinger.